# 金山街道 (厦门市)
金山街道是中国福建省厦门市湖里区下辖的一个街道。

## 历史沿革
2004年7月1日，禾山镇撤销，并设立江头街道、禾山街道和金山街道。

## 行政区划
金山街道共辖9个社区，分别是：
高林社区、五通社区、后坑社区、金山社区、金林社区、金安社区、金海社区、湖边社区、金湖社区。